# 로지스틱스 (영화)
《로지스틱스》(Logistics, Logistics Art Project)는 2012년에 제작된 실험 영화이다. 스웨덴의 에리카 마그누손과 다니엘 안데르손이 제작했다. 상영시간은 총 51,420분 (857시간, 35일 17시간)으로, 역사상 가장 긴 영화로 알려져 있다.

## 상세
2008년 에리카 마그누손과 다니엘 안데르손은 오늘날 우리가 쓰는 전자장비가 어디서 나왔는지 의문을 품었다. 그런 뒤 만보기의 생산 유통 과정을, 마지막 판매 현장에서 최초의 생산 공장까지 역순으로 추적해보자는 아이디어에 도달하였다. 이 같은 여정을 조사해보니 스웨덴 스톡홀름에서 출발해 인셴, 예테보리, 브레머하펜, 로테르담, 알헤시라스, 말라가를 거쳐 중국 선전 시 바오안 구의 제조업체에서 끝나게 되었다.
로지스틱스는 한 제품이 스톡홀름의 상점에서 판매되는 순간부터 중국의 공장에서 생산되는 순간까지 거쳐가는 모든 공간과 시간을 실시간으로 그대로 담아내게 되었다. 그렇다 보니 총 상영시간이 857시간 (35일 17시간)에 달해, 지금까지 제작된 영화 중 가장 긴 영화가 되었다.
약 5주에 달하는 상영시간을 자랑하는 이 영화는 2012년 12월 1일부터 2013년 1월 6일까지 스웨덴 웁살라 시립도서관에서 처음으로 상영되었고, 이후 스톡홀름 문화의 전당에서도 상영회가 있었다. 2014년 중국 선전에서 열린 프린지 영화제에서 전세계 첫 개봉이 이뤄졌다. 현재는 공식 홈페이지에 올라온 스트리밍 영상을 통해 감상할 수 있다.
영화 제작비는 스웨덴 혁신문화재단과 쿨투르브뤼간 (Kulturbryggan) 위원회에서 후원하였다.

## 같이 보기
- 상영 시간순 영화 목록